# 华泉乡
华泉乡原属湖南省桂阳县下辖乡，2012年4月撤销。原华泉乡与白水乡成建制合并设立白水乡。华泉乡撤销前行政区划代码431021222；2011年末下辖神牌村、雅里村、丰城村、发龙村、水口村、正义村、泉田村、福隆村共计8行政村。